# La barriera d'oro
La barriera d'oro (Nob Hill) è un film del 1945 diretto da Henry Hathaway.

## Trama
Un giovane gestore di un locale, fidanzato con una ballerina, viene ammaliato da un'affascinante rampolla dell'alta società e lascia la fidanzata per lei. Solo più tardi capirà di essere stato usato per favorire la carriera politica del fratello della giovane e tornerà dal suo primo amore.

## Produzione
Il film fu prodotto dalla Twentieth Century Fox Film Corporation.

## Distribuzione
Distribuito dalla Twentieth Century Fox Film Corporation, il film fu presentato in prima a San Francisco il 13 giugno e, quindi, a Los Angeles il 13 luglio 1945. Ebbe una distribuzione internazionale: nel 1945, uscì ancora in Australia il 15 novembre e in Portogallo il 22 novembre con il titolo Beijos Roubados. In Svezia venne distribuito il 28 gennaio 1946 ribattezzato Fröjdernas gata, mentre in Finlandia uscì l'8 dicembre 1950 come Kultarannikon kiho e in Danimarca il 13 agosto 1951 (Tony's Bar).